# Sauzay (Corvol)
Pour les articles homonymes, voir Sauzay.

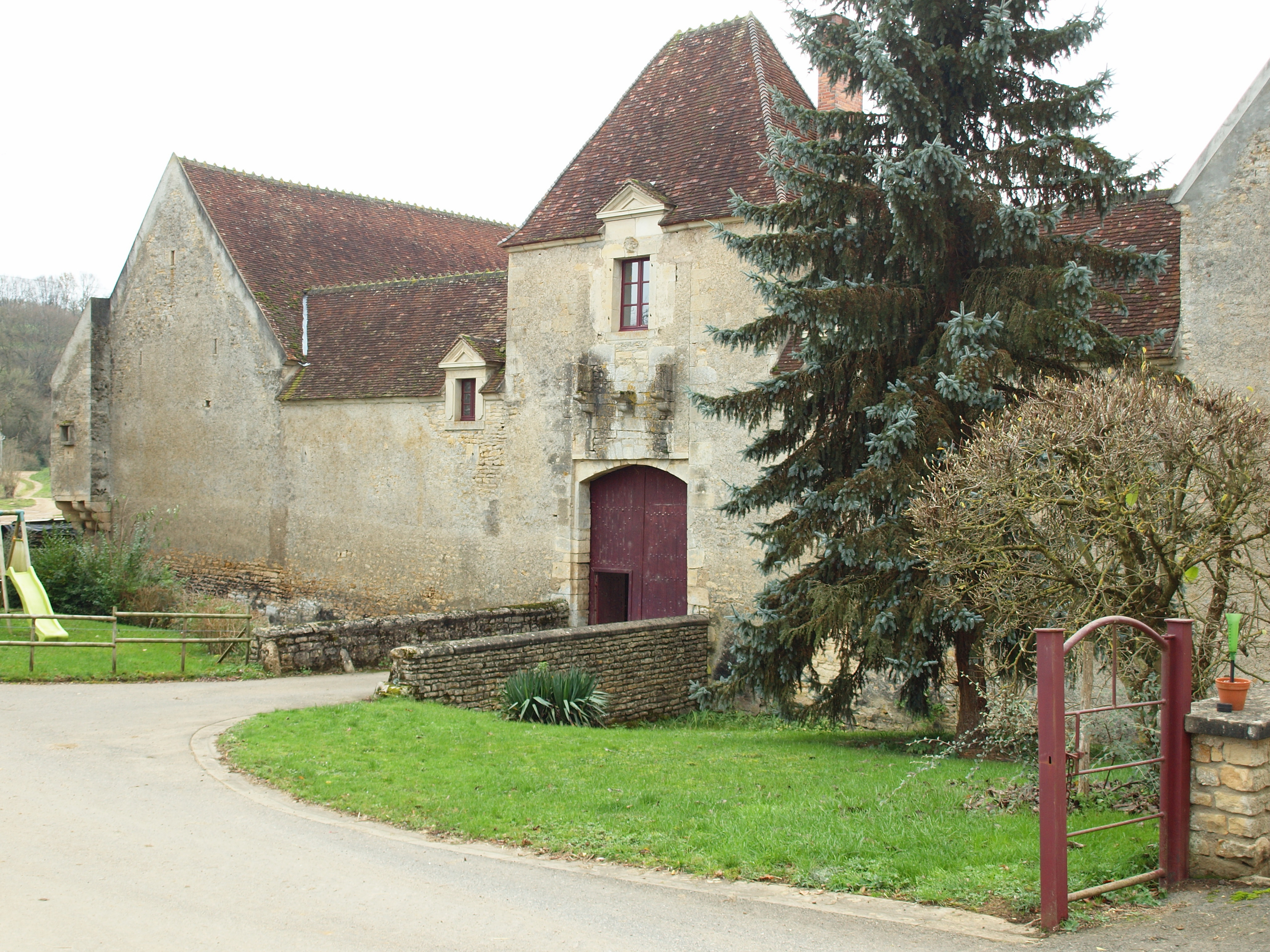
Ferme fortifiée à Sauzay.

Sauzay est une ancienne commune éphémère française du département de la Nièvre. Elle n'a existé que quelques années ; avant 1794 elle est rattachée à Corvol-l'Orgueilleux.